# Mistrovství Československa v moderní gymnastice 1983
Mistrovství Československa v moderní gymnastice 1983 se uskutečnilo v období od 16. do 17. června 1983 v Praze.

### Víceboj
| * | Jméno                       | Body  |
| - | --------------------------- | ----- |
| 1 | Zuzana Záveská VS Praha     | 47,70 |
| 2 | Libuše Mojžíšová HF Praha   | 47,65 |
| 3 | Daniela Záhorovská RH Praha | 46,95 |
| 4 | Iveta Havlíčková RH Praha   | 46,75 |
| 5 | ... Pulcová Motorlet        | 44,80 |
| 6 | ... Palatinová KPS Brno     | 44,65 |

### Švihadlo
| * | Jméno                       | Body  |
| - | --------------------------- | ----- |
| 1 | Zuzana Záveská VS Praha     | 19,00 |
| 2 | Daniela Záhorovská RH Praha | 18,95 |
| 3 | Libuše Mojžíšová HF Praha   | 18,90 |
| 4 | Iveta Havlíčková RH Praha   | 18,75 |
| 5 | ... Pulcová Motorlet        | 18,40 |
| 5 | ... Palatinová KPS Brno     | 18,40 |

### Obruč
| * | Jméno                       | Body  |
| - | --------------------------- | ----- |
| 1 | Libuše Mojžíšová HF Praha   | 19,25 |
| 2 | Zuzana Záveská VS Praha     | 19,00 |
| 3 | Dana Gräfová RH Praha       | 18,85 |
| 4 | Iveta Havlíčková RH Praha   | 18,80 |
| 4 | Daniela Záhorovská RH Praha | 18,80 |
| 6 | Iva Gräfová RH Praha        | 18,35 |

### Míč
| * | Jméno                       | Body  |
| - | --------------------------- | ----- |
| 1 | Libuše Mojžíšová HF Praha   | 19,25 |
| 1 | Zuzana Záveská VS Praha     | 19,25 |
| 3 | Iveta Havlíčková RH Praha   | 19,00 |
| 4 | ... Ševčíková VŠ Praha      | 18,35 |
| 5 | ... Palatinová KPS Brno     | 18,30 |
| 6 | Daniela Záhorovská RH Praha | 18,15 |

### Kužele
| * | Jméno                       | Body  |
| - | --------------------------- | ----- |
| 1 | Libuše Mojžíšová HF Praha   | 19,05 |
| 2 | Zuzana Záveská VS Praha     | 19,00 |
| 3 | Iveta Havlíčková RH Praha   | 18,90 |
| 4 | Daniela Záhorovská RH Praha | 18,50 |
| 5 | ... Cejnková RH Praha       | 18,20 |
| 6 | ... Pulcová Motorlet        | 18,00 |

### Stuha
| * | Jméno                       | Body  |
| - | --------------------------- | ----- |
| 1 | Libuše Mojžíšová HF Praha   | 19,30 |
| 2 | Zuzana Záveská VS Praha     | 19,20 |
| 3 | Iveta Havlíčková RH Praha   | 18,50 |
| 4 | Daniela Záhorovská RH Praha | 18,45 |
| 5 | ... Pulcová Motorlet        | 18,20 |
| 6 | Iva Gräfová RH Praha        | 18,10 |